# Palazzo del Capitano del Popolo (Siena)
Il Palazzo del Capitano del Popolo si trova in via del Capitano 15 a Siena.

## Storia e descrizione
Già Grottanelli-de' Santi, è un edificio gotico del Duecento, che fu sede del Capitano della Guerra e del capitano del Popolo, dando il nome anche alla strada dove si trova.
Nel 1854 subì un pesante restauro in stile, che aggiunse la merlatura e gli stemmi decorativi sulla facciata.